# Stadsbranden i Ulricehamn 1788

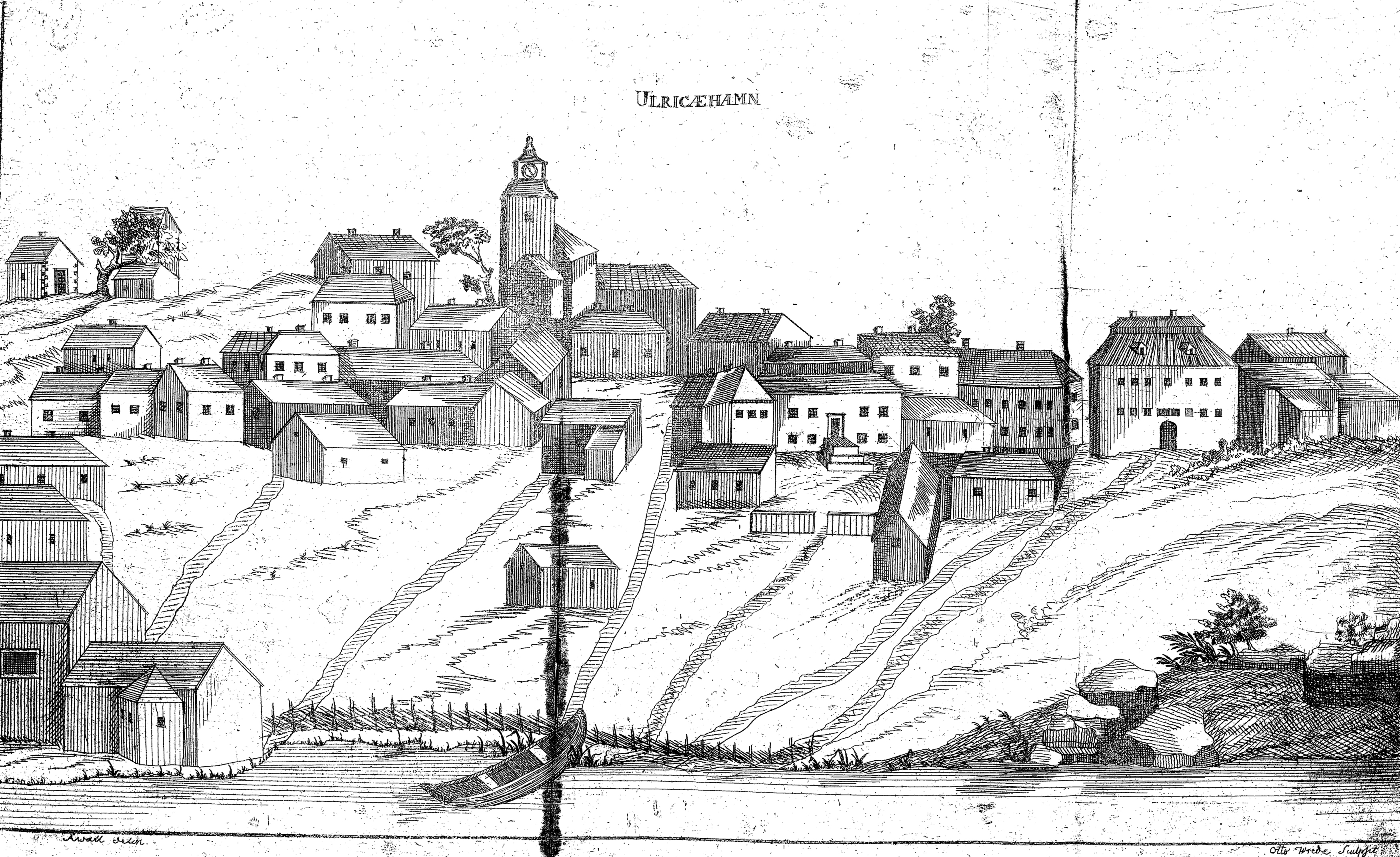
Ulricehamn på en bild från 1782, som visar utseende innan branden. Man ser kyrkan och det gamla rådhuset.

Stadsbranden i Ulricehamn 1788 var en våldsam brand som ägde rum 9 februari 1788 i Ulricehamn. Branden lade nästa hela de centrala delarna av staden i aska. Staden bestod vid tiden nästan enbart av trähus, vilket förvärrade förloppet. 

## Förlopp

### Orsak
Enligt Inrikes tidningar från den 25 februari 1788 var orsaken till branden att den uppkommit igenom et 12 års gammalt Barns owarsamhet i Rådman Södermans Hus, som om natten gådt upp uti köket och där tänt ljus.
En hård nordlig vind blåste på natten och branden drog fram genom de centrala delarna av staden.

## Skador
Flera betydelsefulla byggnader blev helt eller delvis förstörda i branden såsom rådhuset, skola, apotek, post, gästgiveri, industrier och köpmanshus.

## Bellmans insamling
Carl Michael Bellman startade relativt omgående en insamling till brandens offer och till staden och redan den 27 februari 1788 hade han skapt en insamling, och han diktade till den;
| ” | Du, som vid din Nästas nöd Känner hvad ditt hjerta sårar, Som vid ögats heta tårar Delar ditt förvärfda bröd, Du är värdig, det är nog, För en dag din penning mista Och i denna suck utbrista: Herren gaf och Herren tog! Ingen ann än du sitt namn Må på detta bladet skrifva. Hvad du äger råd at gifva, Gif ett brändt Ulricaehamn! Elden lagt dess murar kull, Hungern härjar och föröder. Dina Systrar, dina Bröder Bedja dig för Christi skull! Lindebarnet ser sin Mor Sina nakna armar sträcka, Modrens gråt hörs Fadren väcka, Som på Moders hjerta tror. Vid ett brak af bjelkars grus Fadren i förtvinan gråter. Eldens flammor ljusna åter Utur askan af dess hus. I en så förfärlig natt Köldens raseri sig öker, Tomt vid tomt i lågan röker: Folk och alt i bäfvan satt! Menskjo-Vän, vid Himlens hot Lät ditt hjerta dig beveka! Kan du här ditt namn oss neka, Kan du göra Gud emot? | „ |

Familjen Price arrangerade även en välgörenhetsföreställning den 12 mars 1788 i Stockholm. I Dagligt allehanda kunde man läsa den 11 mars 1788;
Herr och Madame Price får äran härigenom gifwa den Respective All-mänheten tilkänna, at de i morgon Onsdag kl. half til 4 eftermiddagen, til Benefice för de af Eldswåda olyckelige Ulricähamns Inwånare ärna wisa åtskillige Exercitier i Rid konsten, bestående däruti at Madame Price gör Handgrepen med Musquet under ridandet, jämte åtskillige Ballanceringar på Ståltråd och i syn- nerhet af en Pyramide med Ljus och Glas; smickrandes sig at til samma goda ändemåls winnande ärhålla en tal-rik samling åskådare. Priserne äro efter wanlig-heten.